# Catheux
Catheux és un municipi francès, situat al departament de l'Oise i a la regió dels Alts de França. L'any 2007 tenia 107 habitants.

## Demografia

### Població
El 2007 la població de fet de Catheux era de 107 persones. Hi havia 39 famílies de les quals 8 eren unipersonals (8 dones vivint soles i 8 dones vivint soles), 4 parelles sense fills, 19 parelles amb fills i 8 famílies monoparentals amb fills.
La població ha evolucionat segons el següent gràfic:
Habitants censats

### Habitatges
El 2007 hi havia 53 habitatges, 39 eren l'habitatge principal de la família, 11 eren segones residències i 3 estaven desocupats. 48 eren cases i 1 era un apartament. Dels 39 habitatges principals, 36 estaven ocupats pels seus propietaris i 3 estaven llogats i ocupats pels llogaters; 2 tenien una cambra, 1 en tenia dues, 6 en tenien tres, 16 en tenien quatre i 14 en tenien cinc o més. 35 habitatges disposaven pel capbaix d'una plaça de pàrquing. A 18 habitatges hi havia un automòbil i a 17 n'hi havia dos o més.

### Piràmide de població
La piràmide de població per edats i sexe el 2009 era:
| Homes | Edats   | Dones |
| ----- | ------- | ----- |
| 0     | 95 o +  | 0     |
| 0     | 90 a 94 | 8     |
| 0     | 85 a 89 | 0     |
| 0     | 80 a 84 | 0     |
| 8     | 75 a 79 | 4     |
| 0     | 70 a 74 | 4     |
| 4     | 65 a 69 | 4     |
| 0     | 60 a 64 | 0     |
| 4     | 55 a 59 | 0     |
| 0     | 50 a 54 | 4     |
| 4     | 45 a 49 | 0     |
| 8     | 40 a 44 | 8     |
| 4     | 35 a 39 | 0     |
| 12    | 30 a 34 | 4     |
| 0     | 25 a 29 | 0     |
| 0     | 20 a 24 | 0     |
| 0     | 15 a 19 | 12    |
| 12    | 10 a 14 | 0     |
| 8     | 5 a 9   | 4     |
| 8     | 0 a 4   | 0     |

## Economia
El 2007 la població en edat de treballar era de 67 persones, 46 eren actives i 21 eren inactives. De les 46 persones actives 45 estaven ocupades (26 homes i 19 dones) i 1 aturada (1 home). De les 21 persones inactives 4 estaven jubilades, 10 estaven estudiant i 7 estaven classificades com a «altres inactius».
Activitats econòmiques
L'únic establiment que hi havia el 2007 era d'una entitat de l'administració pública.
L'any 2000 a Catheux hi havia 5 explotacions agrícoles.

## Poblacions més properes
El següent diagrama mostra les poblacions més properes.